# Wöchentliche Rostocksche Nachrichten und Anzeigen

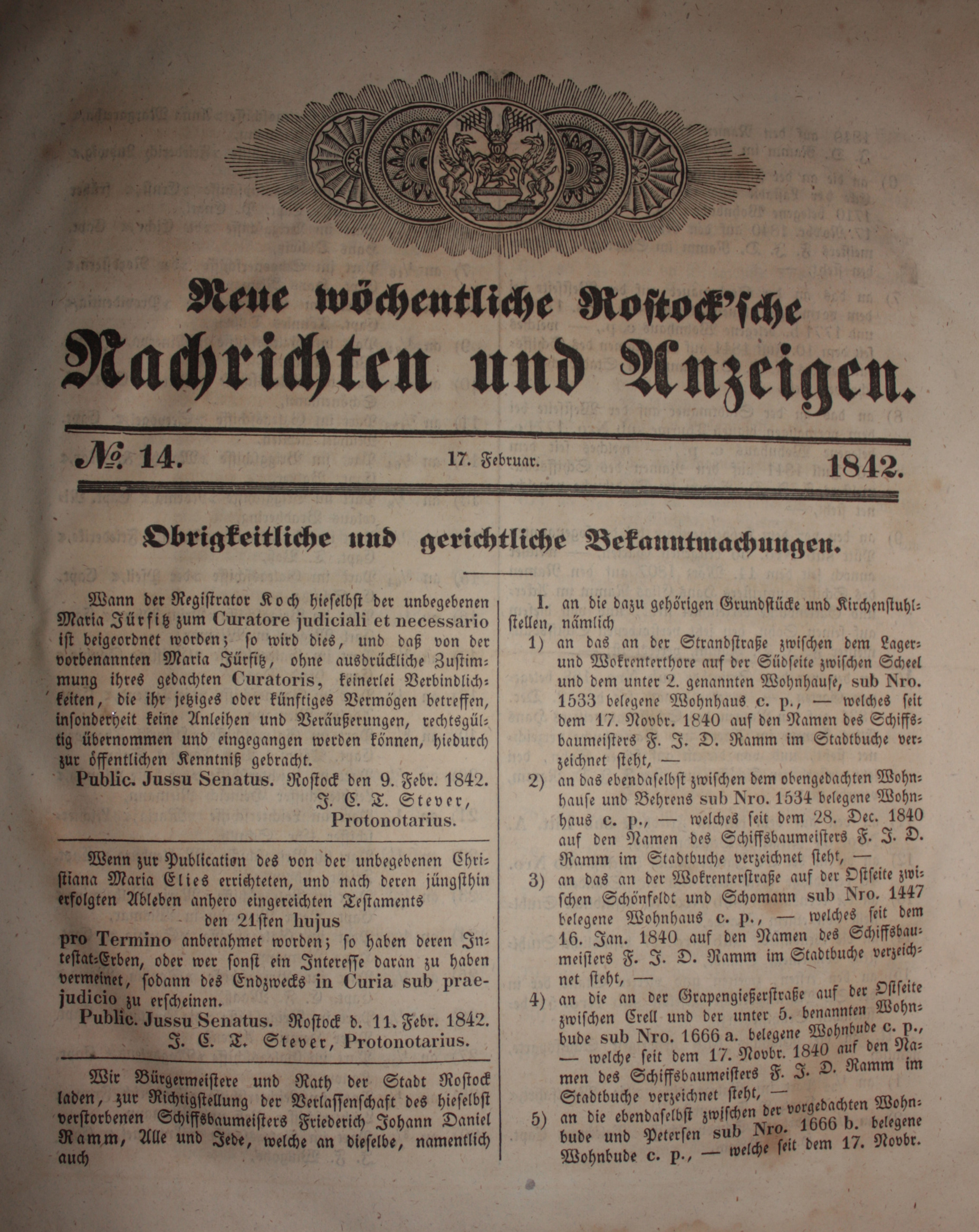
Neue wöchentliche Rostocksche Nachrichten und Anzeigen, 1842

Die Wöchentlichen Rostockschen Nachrichten und Anzeigen erschienen von 1752 bis 1850 als offizielles Amtsblatt in Rostock.

## Geschichte
1752 erschienen die ersten Ausgaben der Wöchentlichen Rostockischen Nachrichten und Anzeigen, die vor allem amtliche Bekanntmachungen enthielten. Sie wurden mit leicht veränderten Titeln bis 1850 fortgesetzt, von März ist die letzte Ausgabe bekannt.
Bezeichnungen
- Wöchentliche Rostockische Nachrichten und Anzeigen, 1752–1758
- Wöchentliche Lieferung Rostockscher Urkunden und Nachrichten, 1758–1761
- (nicht erschienen, 1761–1765)
- Wöchentliche Rostocksche Nachrichten und Anzeigen, 1765–1837
- Neue wöchentliche Rostock'sche Nachrichten und Anzeigen, 1838–1850